# Dama (socken i Kina, Henan, lat 34,04, long 114,16)
Dama (kinesiska: 大马, 大马乡) är en socken i Kina. Den ligger i provinsen Henan, i den centrala delen av landet, omkring 93 kilometer sydost om provinshuvudstaden Zhengzhou.
Genomsnittlig årsnederbörd är 863 millimeter. Den regnigaste månaden är juli, med i genomsnitt 176 mm nederbörd, och den torraste är januari, med 7 mm nederbörd.